# فيليب دون
فيليب دون (بالإنجليزية: Philip Don)‏ هو حكم كرة قدم بريطاني، ولد في 10 مارس 1952 في شفيلد في المملكة المتحدة.

## روابط خارجية
- فيليب دون على موقع Soccerway.com (الإنجليزية)
- فيليب دون على موقع أوليمبيديا (الإنجليزية)